# Stazioni fantasma della metropolitana di Parigi
Osservando una cartina della metropolitana di Parigi risalente al 1938, l'occhio può cadere su alcuni nomi molto singolari, quali Champ-de-Mars o Martin-Nadaud; ciò potrebbe causare molta confusione, in quanto sulle cartine moderne tali fermate non sono più presenti.
I nomi incontrati nell'antica cartina della metropolitana corrispondono alle fermate oggi definite stazioni fantasma, ossia scali chiusi per determinati motivi che ora giacciono inutilizzati.
Alcune di queste stazioni sono state costruite parzialmente per poi essere abbandonate, altre, una volta abbandonate, vennero usate per altri scopi (prevalentemente per la formazione dei conduttori di treni) mentre alcune sono state riaperte dopo un periodo più o meno lungo di chiusura ai passeggeri.
| Stazione                 | Linea | Apertura | Chiusura | Coordinate |
| ------------------------ | ----- | -------- | -------- | ---------- |
| La Défense - Michelet    |       | -        | -        |            |
| Élysées La Défense       |       | -        | -        |            |
| Victor Hugo              |       | 1900     | 1931     |            |
| Martin Nadaud            |       | 1905     | 1969     |            |
| Haxo                     |       | -        | -        |            |
| Porte des Lilas - Cinéma |       | 1921     | 1971     |            |
| Arsenal                  |       | 1906     | 1939     |            |
| Gare du Nord USFRT       |       | 1907     | 1942     |            |
| Orly-Sud                 |       | -        | -        |            |
| Champ de Mars            |       | 1913     | 1939     |            |
| Saint-Martin             |       | 1931     | 1939     |            |
| Porte Molitor            |       | -        | -        |            |
| Croix-Rouge              |       | 1923     | 1939     |            |
| Porte de Versailles      |       | 1910     | -        |            |

## Stazioni mai aperte

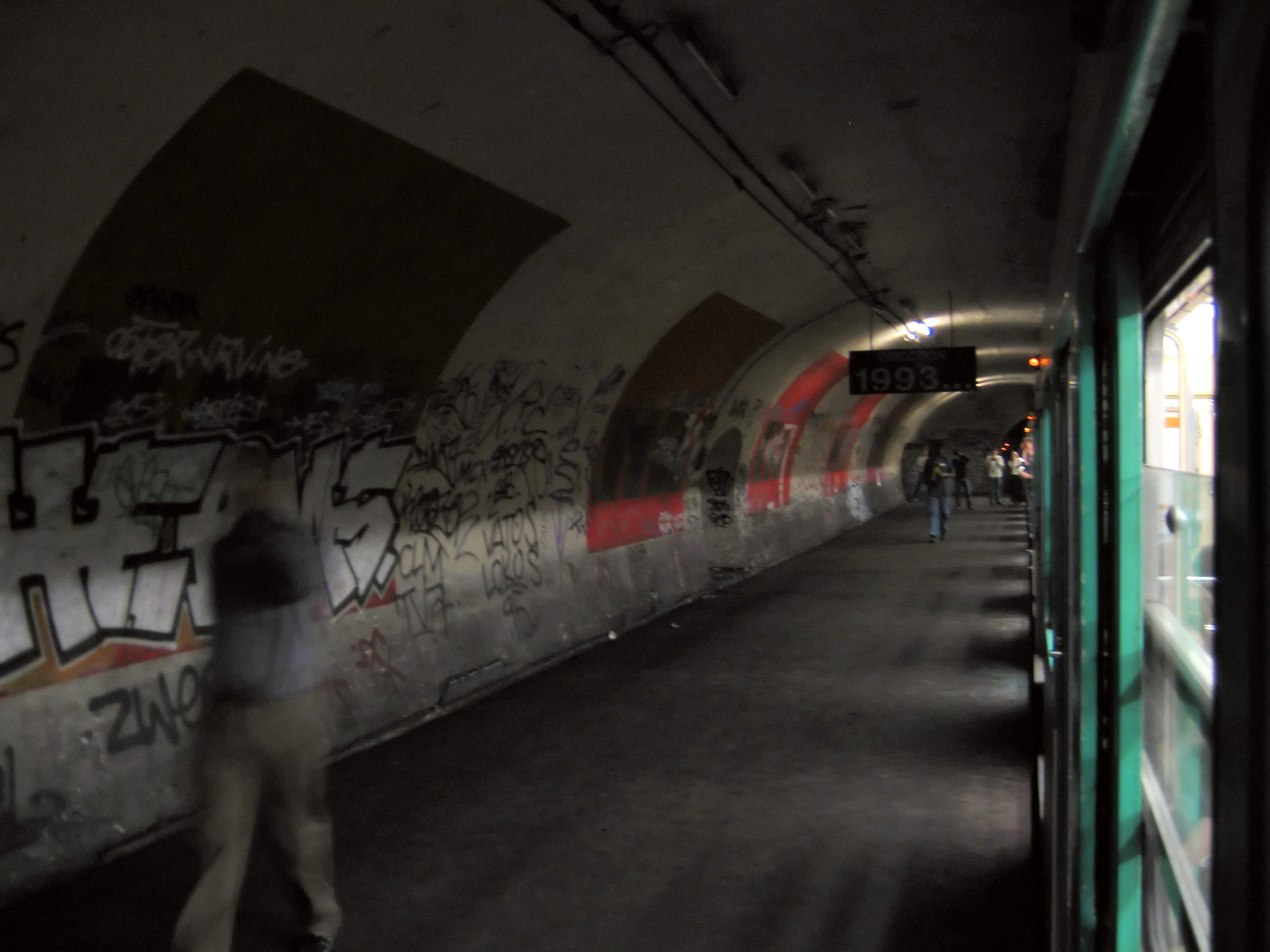
Haxo, scalo costruito nel 1921 ma mai aperto al pubblico.

Nella rete metropolitana parigina esistono due fermate che furono costruite ma mai utilizzate: si tratta di Haxo e Porte Molitor.

### Haxo
Il 14 giugno 1901 il governo parigino annunciò che era in fase di studiata una rete complementare per la metropolitana. In seguito a questi studi, fu realizzato da Fulgence Bienvenüe un progetto che prevedeva un collegamento tra le fermate di Place des Fêtes e di Porte des Lilas. Per la connessione delle due stazioni fu quindi progettata una galleria, la voie des Fêtes (in francese i binari di [Place de] Fêtes) che avrebbe servito anche uno scalo intermediario denominato Haxo.
I lavori per il tunnel erano già quasi completati poco prima dello scoppio della prima guerra mondiale; tuttavia, sia a causa del conflitto sia per alcune vicissitudini finanziarie, questi terminarono definitivamente solo il 27 novembre 1921. Ciononostante la galleria non fu mai utilizzata nell'ambito della metrò parigina e quindi, per garantire il collegamento fra le due stazioni (situate a quei tempi sulle linee 3 e 7 della metropolitana, oggi invece poste sulle linee 3 bis e 7 bis), venne creato un servizio-navetta; anche durante l'esistenza di quest'ultimo (che, poco utilizzato, fu chiuso al pubblico nel 1939) lo scalo metropolitano di Haxo non fu mai servito. Dunque la stazione non ha mai avuto un passante né un'uscita al livello della strada.

### Porte Molitor

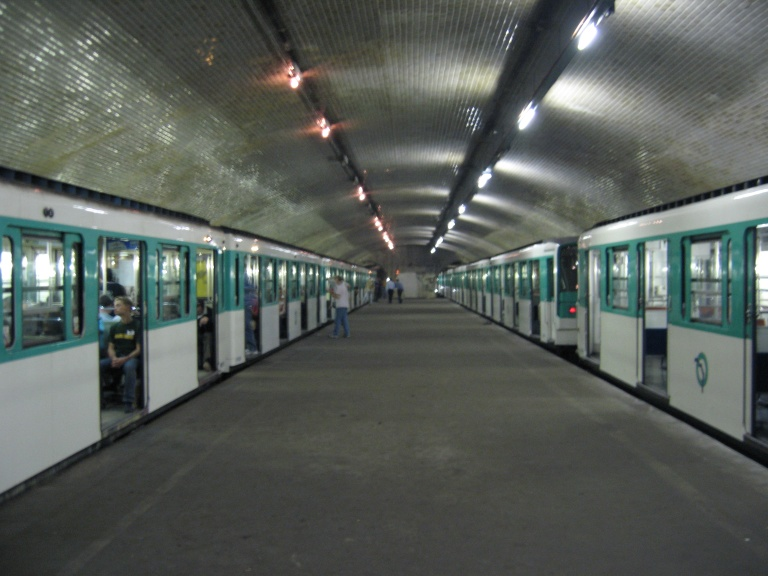
Porte Molitor, fermata mai aperta e perciò senza uscita.

La fermata di Porte Molitor venne costruita nel 1923 come interscambio tra le linee 9 e 10 e per servire gli stadi di Parc des Princes e Roland Garros durante gli eventi sportivi.
Tuttavia far passare le linee per lo scalo richiedeva necessariamente la creazione di una diramazione troppo complessa e quindi il progetto fu abbandonato; l'accesso della fermata sul livello della strada non fu mai costruito. Oggi i tunnel che conducevano alla stazione sono stati convertiti in un garage per i treni.

## Stazioni chiuse e in seguito riaperte
A differenza di quelle precedentemente citate, queste stazioni sono state "fantasma" solo temporaneamente.

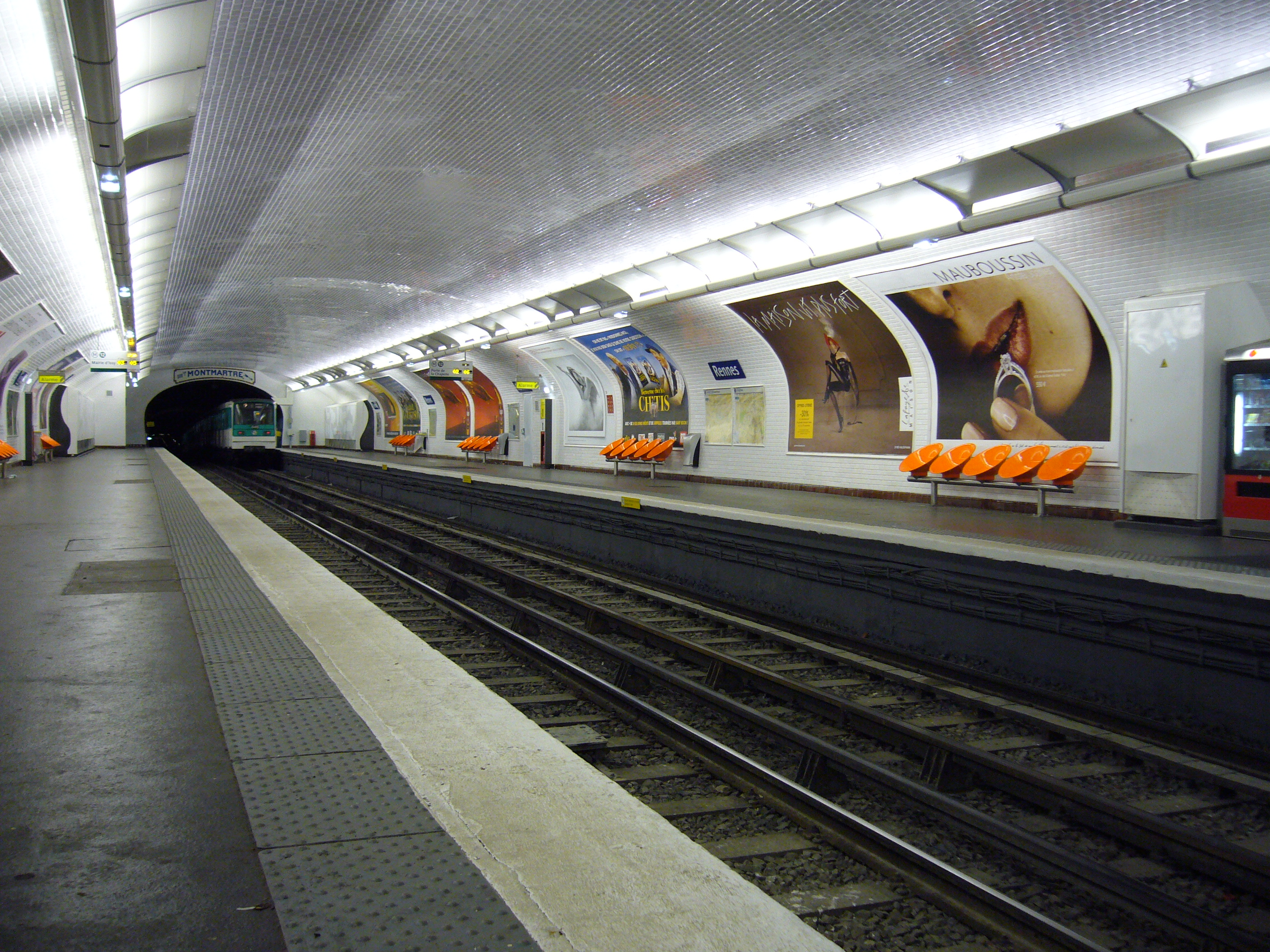
La stazione di Rennes, chiusa nel corso del secondo conflitto e riaperta solo trent'anni dopo.

All'inizio della seconda guerra mondiale, il governo francese mise in azione un piano dove si effettuarono numerosi tagli sulla rete metropolitana parigina: vennero infatti chiuse 85 stazioni. Tra queste, la maggior parte venne riaperta pochi anni dopo, anche se le fermate poco trafficate e quindi non redditizie rimasero inutilizzate per molto tempo.
Varenne (all'epoca sulla linea 14, ora servita dalla linea 13) rimase chiusa fino al 7 gennaio 1963; Rennes e Liege riaprirono solo trent'anni dopo la loro chiusura, rispettivamente il 20 maggio e il 16 settembre 1968.
Gli scali precedentemente citati, anche dopo la loro apertura, erano comunque chiusi nelle domeniche e i giorni festivi e concludevano il servizio alle 20:00 durante i weekend. Le fermate di Rennes e Liège ritornarono ai ritmi normali solo, rispettivamente, il 6 settembre 2004 e il 4 dicembre 2006.
La stazione di Cluny, invece, rimase dimenticata per quasi mezzo secolo. Tuttavia la costruzione dello scalo RER Saint-Michel - Notre-Dame costrinse alla sua riapertura per poter fornire un collegamento con la linea 10. Il nome della stazione fu in seguito mutato in Cluny-La Sorbonne.

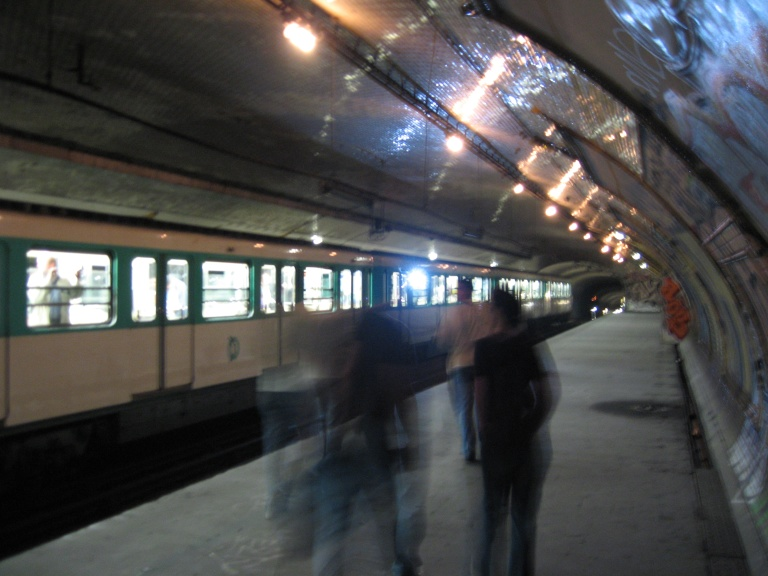
La stazione di Croix-Rouge è chiusa sin dal 1939.

## Stazioni chiuse
La stazione di Saint-Martin fu chiusa nel 1939, riaprì durante la liberazione della Francia e in seguito fu chiusa un'altra volta poiché si riteneva fosse troppo vicina a quella di Strasbourg-Saint-Denis (era distante meno di 100 metri).
Altri scali chiusi durante il 1939 sono Arsenal, Champ de Mars e Croix-Rouge.
Gli scali di Porte des Lilas e Invalides contengono invece delle banchine inaccessibili al pubblico.

## Stazioni utilizzate per altri scopi

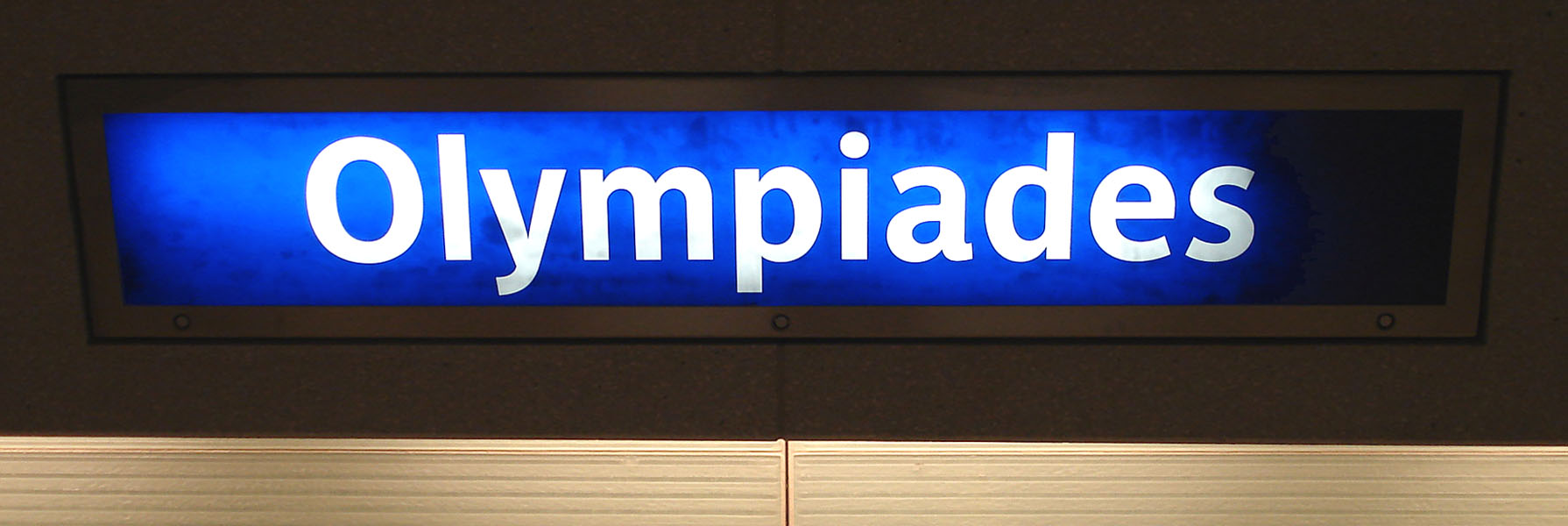
Segnaletica alla stazione di Olympiades.

Le stazioni citate in questo paragrafo, a differenza delle altre, furono reimpiegate per altri fini subito dopo la loro chiusura.
Tra queste figura lo scalo di Gare du Nord USFRT, capolinea della linea 5. Nel 1942 la fermata diventò una stazione fantasma, in seguito all'espansione della linea fino a Pantin, per poi essere convertita in un centro per la formazione dei conduttori di treni.
Invece lo scalo metropolitano di Olympiades venne utilizzato come un deposito della linea 14; venne però sostituito da un altro magazzino dopo l'estensione della linea fino a Maison Blanche e si creò di un nuovo deposito per treni.
Anche il vecchio capolinea della linea 3 a Villiers è stato convertito in un centro per la formazione e l'allenamento dei conduttori dei treni della RATP.

## Stazioni spostate

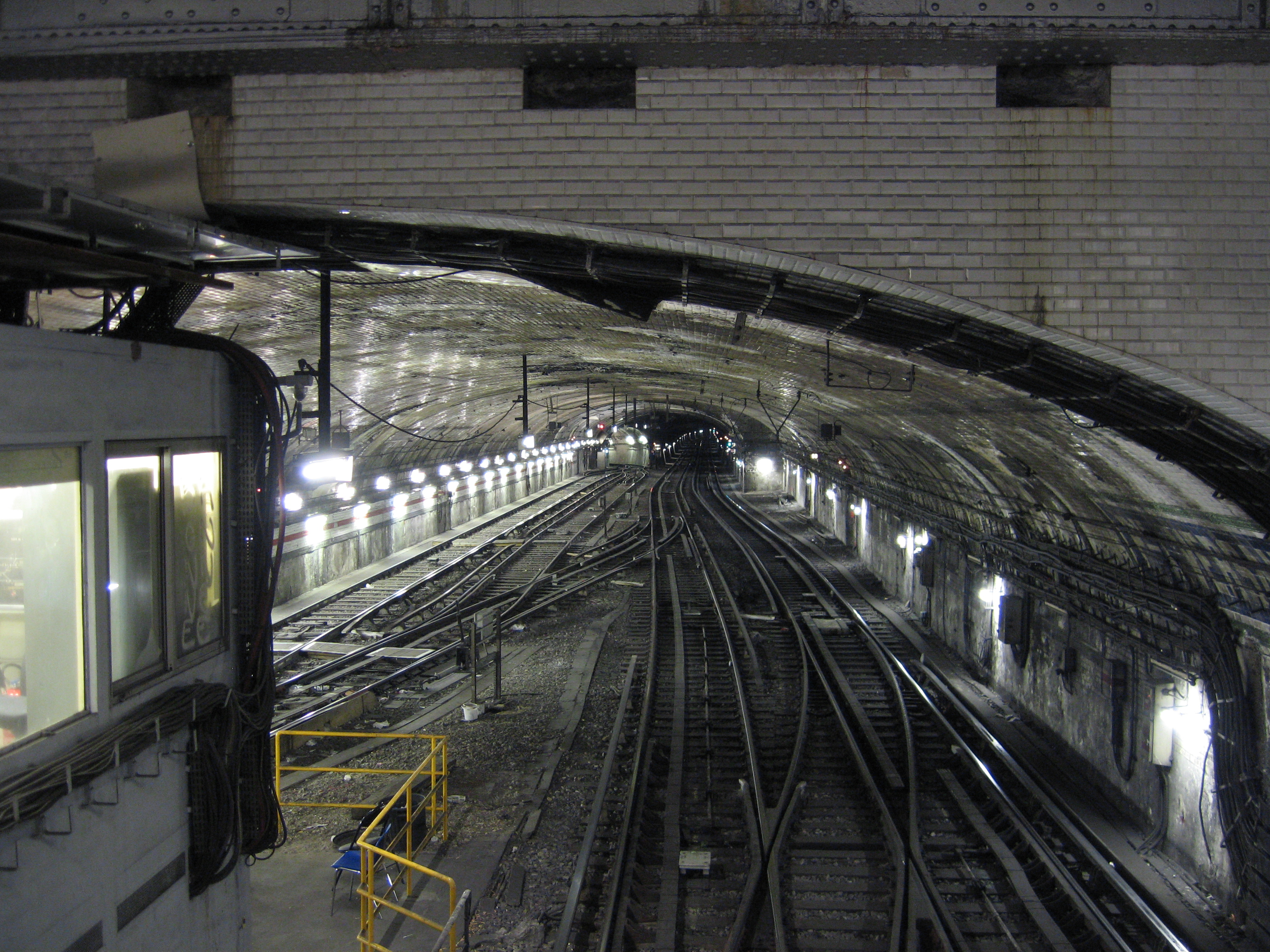
I binari che conducevano alla vecchia stazione di Porte de Versailles.

Alcune stazioni furono invece spostate, ovvero vennero abbandonate e "spostate", per l'appunto, in un edificio poco distante da quello originario.
Lo scalo di Porte de Versailles, un vecchio capolinea della linea 12, venne spostato durante gli scavi dei nuovi tunnel che dovevano condurre al Parc des Expositions parigino.
La fermata di Victor Hugo, invece, venne spostata poche centinaia di metri più ad est quando la linea 2 adottò dei nuovi elettrotreni troppo lunghi per fermarsi alle piattaforme della vecchia stazione.
Lo scalo di Porte Maillot fu inizialmente il capolinea della linea 1; poco dopo la fermata vi era inoltre un anello strategico, che permetteva ai treni di girare senza effettuare il cambio di binario. La stazione fu comunque spostata con l'estensione della linea 1 fino a Pont de Neuilly.
Les Halles, invece, venne ricostruita nel 1977 poche dozzine di metri più ad est (parallelamente alla vecchia stazione) per una migliore connessione con l'appena costruita stazione della RER.

## Stazioni mai realizzate

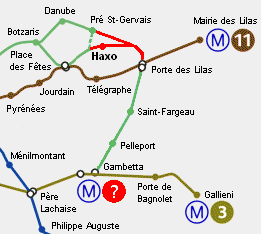
Haxo
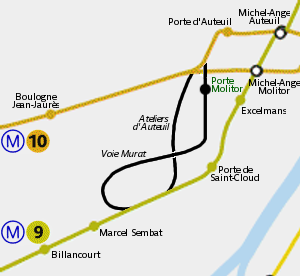
Porte Molitor[nota 3]
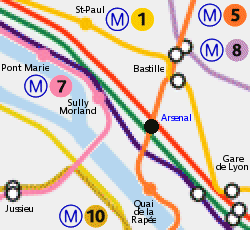
Arsenal
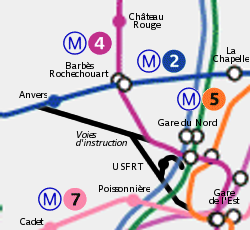
Gare du Nord
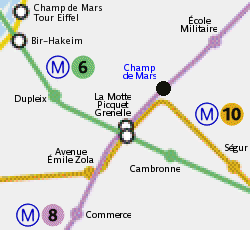
Champ de Mars
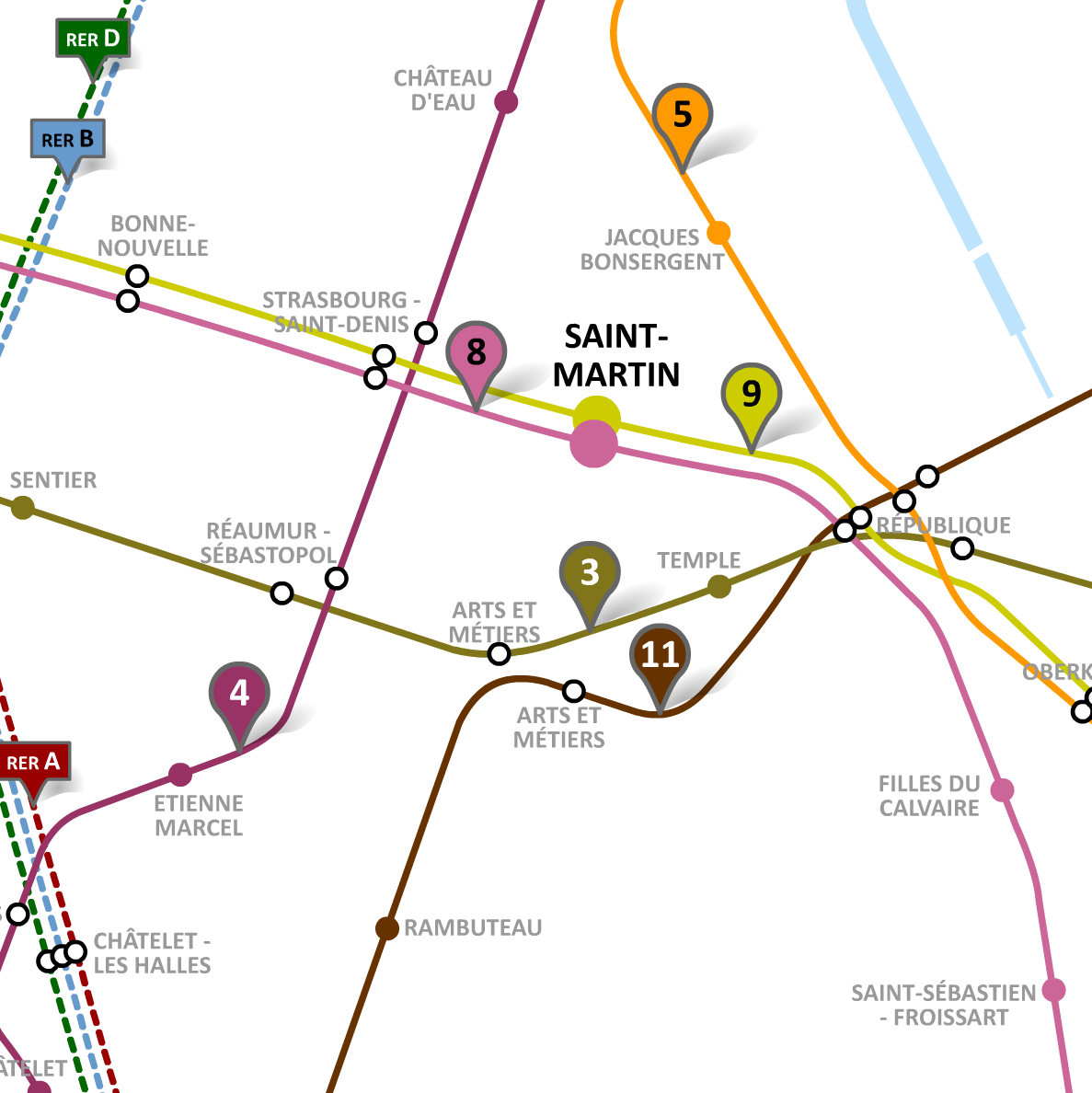
Saint-Martin
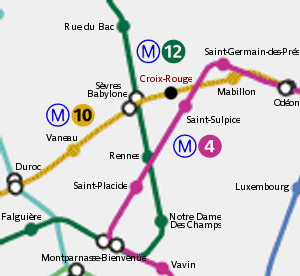
Croix-Rouge

Dopo l'estensione di alcune linee sono state progettate tre stazioni per servire ulteriori spazi della città di Parigi. Tra queste, due sono collocate all'interno del distretto finanziario de La Défense mentre l'altra è situata nei pressi dell'aeroporto parigino di Orly. Tuttavia, poiché non fu possibile rispettare il progetto originario, le stazioni non furono mai realizzate, riducendosi perciò a semplici strutture di calcestruzzo non accessibili al pubblico e prive di alcuno sviluppo.

### All'aeroporto d'Orly
Durante la costruzione dell'aeroporto d'Orly, nel 1961, l'architetto Henri Vicariot fornì la posizione di una possibile fermata della metropolitana che avrebbe funto anche da capolinea. La stazione di Orly-Sud 1 venne costruita nel seminterrato del terminale sud dell'aeroporto, in previsione di una possibile estensione della linea 7 verso quella direzione. Tuttavia non si attuò alcuna estensione e nel 1991 il governo costruì la metropolitana leggera di Orlyval, senza aver utilizzato il sito dove era situata la stazione Orly-Sud 1.
Da allora tale struttura, una stanza lunga 100 m e larga 10 orientata in direzione nord-sud, viene utilizzata come magazzino e viene soprannominata da coloro che lavorano all'aeroporto parigino la «sous-marin» (in francese la sottomarina).
È stato preso comunque il considerazione un possibile riutilizzo della stanza per il trasporto di bagagli; il suo impiego come stazione ferroviaria, anche se non impossibile, è molto improbabile a causa delle sue piccole dimensioni. Nonostante ciò potrebbe diventare il capolinea della linea 7 o della linea 14.

### A La Défense
In seguito al prolungamento della linea 1 fino a Pont de Neuilly nel 1937 era già stata presa in considerazione un'estensione fino al quartiere d'affari di La Défense.
Durante la costruzione del passaggio pedonale che copriva anche parcheggi sotterranei, l'EPAD (Établissement public pour l'aménagement de la région de la Défense, in lingua francese Ente pubblico per lo sviluppo della regione de La Défense) progettò due stazioni della metropolitana, situate in un punto che permetteva il passaggio della linea 1.
La Défense - Michelet ed Élysées - La Défense (questi erano i nomi assegnati alle due stazioni) erano rispettivamente situate nel quartiere di Michelet e al quarto piano del parcheggio sotterraneo del centro commerciale Les Quatre temps, ubicato nel quartiere de La Défense. Tuttavia nel progetto di ampliamento, stilato durante gli anni novanta, il costo dei tunnel che dovevano condurre a queste stazioni attraversando la Senna aumentò in una maniera tale da essere giudicato insostenibile. In seguito, il seminterrato che doveva essere convertito in tunnel durante la progettazione fu trasformato in un tunnel per la linea A della RER.
Quindi per l'attraversamento della Senna si decise di utilizzare (al contrario di quanto previsto) il Ponte di Neuilly, scartando quindi l'ipotesi di usare galleria. Il treno, però, doveva ritornare sottoterra e i costi complessivi erano troppo alti, quindi il progetto fu realizzato solo in parte per poi essere abbandonato.

## Altri casi

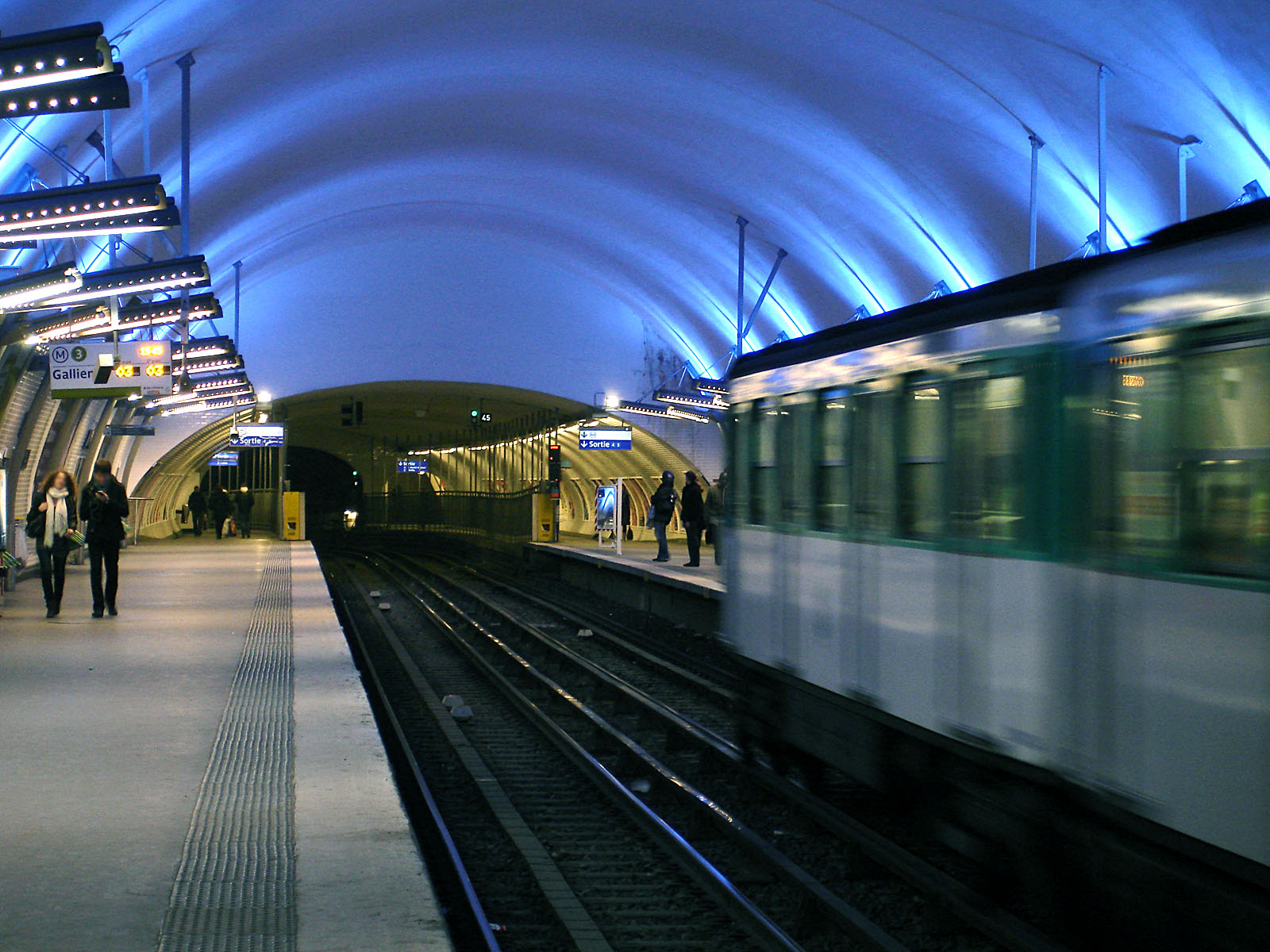
Ecco come appare oggi l'ex stazione di Martin Nadaud.

Ci sono state altre stazioni fantasma, divenute tali per ragioni diverse da quelle precedentemente enunciate. Una, Martin Nadaud, venne inclusa nella poco distante fermata di Gambetta mentre l'altra, Porte des Lilas - Cinéma dopo la sua chiusura conobbe una "seconda vita", facendo da scena per numerosi spot.

### Martin Nadaud
Anche se questa stazione non viene più riconosciuta nella metropolitana di Parigi esiste tuttora e viene ancora utilizzata da centinaia di passeggeri.
Dal 1965 al 1967 si iniziarono a raccogliere fondi per tre prolungamenti, uno dei quali comprendeva un'estensione da Gambetta a Gallieni via Porte de Bagnolet.
I lavori, iniziati nel 1967, furono lunghi e difficili a causa della morfologia del territorio che rese i lavori più difficoltosi. Per garantire il regolare procedimento dei lavori fu soppressa la vecchia stazione di Gambetta e ne fu costruita una nuova, distante però soli 235 metri da quella di Martin Nadaud; quindi quest'ultima, in seguito a quello spostamento, venne inglobata nello scalo di Gambetta. Oggi l'ex stazione di Martin Nadaud è raggiungibile grazie alle indicazioni di un cartello luminoso.

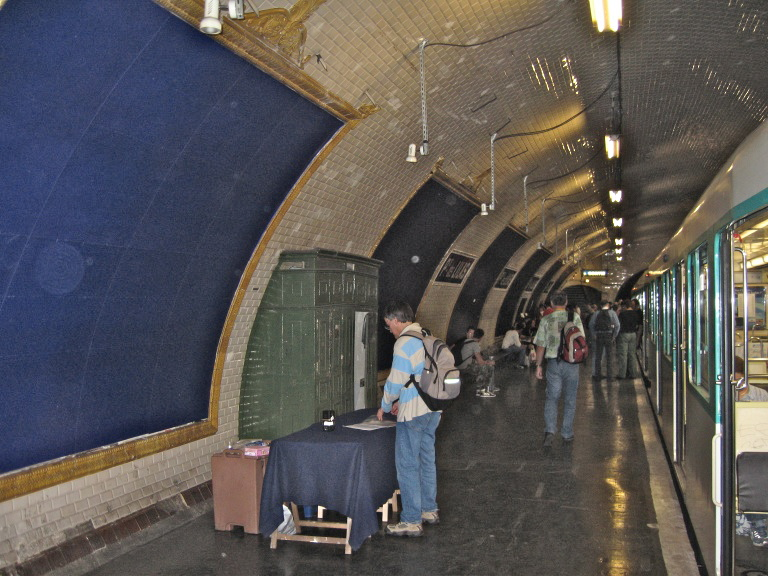
Porte des Lilas - Cinéma, una stazione che, nonostante sia chiusa, viene utilizzata per girare spot e persino film.

### Porte des Lilas - Cinéma
La storia di questo scalo è quasi interamente condivisa con quella di Haxo.
Dopo la costruzione del voie des Fêtes venne spostata la fermata di Porte des Lilas per permettere il collegamento del tunnel con la stazione.
Dopo molte peripezie il voie des Fêtes venne occluso, in concomitanza con la chiusura del suo poco popolare servizio navetta e dello scalo di Porte des Lilas, costruito appositamente per garantire un raccordo con il voie des Fêtes. Fu quindi ripristinata la vecchia fermata di Porte des Lilas.
Tuttavia la fermata di Porte des Lilas appena chiusa assunse un nuovo nome, ovvero Porte des Lilas - Cinema, nonostante non fosse più aperta al pubblico. Infatti dopo la chiusura la stazione assunse una "nuova vita", facendo da scena per molti spot e film come Il favoloso mondo di Amélie, Una piccola storia d'amore e Paris, je t'aime.